# Vệ tinh tạm thời
Một vệ tinh tạm thời là một tiểu hành tinh bị trường hấp dẫn của một hành tinh bắt giữ và do đó trở thành vệ tinh tự nhiên của hành tinh chủ, nhưng, không giống như các vệ tinh dị hình của các hành tinh bên ngoài lớn hơn của Hệ Mặt trời, sau đó sẽ rời khỏi quỹ đạo của nó quanh hành tinh. Ví dụ quan sát duy nhất là 2006 RH120, là vệ tinh tạm thời của Trái Đất trong chín tháng năm 2006 và 2007 và 2020 CD3, vật thể quan sát thấy năm 2020. Một số tàu thăm dò không gian hoặc tên lửa không còn tồn tại cũng đã được quan sát trên quỹ đạo vệ tinh tạm thời.
Trong vật lý thiên văn, một vệ tinh tạm thời là bất kỳ vật thể nào đi vào quyển Hill của một hành tinh với vận tốc đủ thấp để nó bị ràng buộc bởi hành tinh trong một khoảng thời gian.

## Bắt giữ các tiểu hành tinh
Động lực của việc bắt giữ các tiểu hành tinh bởi Trái Đất đã được khám phá trong các mô phỏng được thực hiện trên siêu máy tính, với kết quả được công bố vào năm 2012. Trong số 10 triệu tiểu hành tinh gần Trái Đất ảo, 18.000 đã tạm thời bị bắt giữ.  Trái Đất có ít nhất một vệ tinh tạm thời 1 m (3,3 ft) ngang qua tại bất kỳ thời điểm nào, nhưng chúng quá mờ để phát hiện bởi các khảo sát hiện tại.
Theo các mô phỏng, các vệ tinh tạm thời thường bị bắt giữ và phóng ra khi chúng vượt qua một trong hai điểm cân bằng hấp dẫn của Mặt trời và hành tinh dọc theo đường nối hai điểm, L1 và L2 Lagrangian. Các tiểu hành tinh bị bắt thường có quỹ đạo rất giống với hành tinh (cấu hình đồng quỹ đạo) và được bắt giữ thường xuyên nhất khi hành tinh ở gần Mặt trời nhất (trong trường hợp của Trái Đất, vào tháng 1) hoặc xa nhất từ Mặt trời (Trái Đất: vào tháng 7).
Theo nghĩa nghiêm ngặt, chỉ những thiên thể hoàn thành quỹ đạo đầy đủ quanh một hành tinh mới được coi là vệ tinh tạm thời, còn được gọi là quỹ đạo tạm thời bị bắt giữ (TCO). Tuy nhiên, các tiểu hành tinh không có cấu hình quỹ đạo đồng hành chặt chẽ với một hành tinh có thể tạm thời bị bắt với ít hơn một quỹ đạo đầy đủ; những thiên thể như vậy đã được đặt tên là fly-by tạm thời (TCF). Trong năm 2017, các nhà khoa học tục theo nghiên cứu mô phỏng năm 2012 cũng được coi là mô hình cải tiến của quần thể tiểu hành tinh gần Trái Đất, 40% vật thể bị bắt giữ là TCF. Số lượng TCO/TCF kết hợp được tìm thấy nhỏ hơn so với nghiên cứu trước đó, kích thước tối đa của các thiên thể có thể dự kiến sẽ quay quanh Trái Đất tại bất kỳ thời điểm nào là 0,8 m (2,6 ft).  Trong một nghiên cứu năm 2017 khác dựa trên các mô phỏng với một triệu tiểu hành tinh đồng quỹ đạo ảo, 0,36% đã tạm thời bị bắt.

## Ví dụ
Tính đến  tháng 3 năm 2018, thiên thể duy nhất được quan sát tại thời điểm đó là vệ tinh tạm thời 2006 RH120, một vệ tinh tạm thời từ tháng 9 năm 2006 đến tháng 6 năm 2007 và đã ở trên quỹ đạo mặt trời với khoảng thời gian 1,003 năm kể từ đó. Theo tính toán quỹ đạo, trên quỹ đạo mặt trời của nó, 2006 RH120 đi qua Trái Đất với tốc độ thấp cứ sau 20 đến 21 năm, tại điểm đó nó có thể trở thành một vệ tinh tạm thời một lần nữa.
Tính đến  tháng 3 năm 2018, có một ví dụ được xác nhận về một tiểu hành tinh bị bắt tạm thời không hoàn thành quỹ đạo đầy đủ là 1991 VG. Tiểu hành tinh này đã được quan sát trong một tháng sau khi phát hiện vào tháng 11 năm 1991, sau đó một lần nữa vào tháng 4 năm 1992, sau đó nó không được nhìn thấy cho đến tháng 5 năm 2017. Sau khi khám phá lại, các tính toán quỹ đạo đã xác nhận rằng 1991 VG là vệ tinh tạm thời của Trái Đất vào tháng 2 năm 1992.

## Thiên thể nhân tạo trên quỹ đạo vệ tinh tạm thời
Trái Đất cũng có thể tạm thời bắt giữ các tàu thăm dò không gian hoặc tên lửa di chuyển trên quỹ đạo mặt trời, trong trường hợp đó, các nhà thiên văn học không thể luôn xác định được ngay lập tức vật thể là nhân tạo hay tự nhiên. Khả năng có nguồn gốc nhân tạo đã được xem xét cho cả năm 2006 RH120 và 1991 VG.
Nguồn gốc nhân tạo đã được xác nhận trong các trường hợp khác. Vào tháng 9 năm 2002, các nhà thiên văn học đã tìm thấy một thiên thể được chỉ định là J002E3. Thiên thể nằm trên quỹ đạo vệ tinh tạm thời quanh Trái Đất, rời khỏi quỹ đạo mặt trời vào tháng 6 năm 2003. Các tính toán cho thấy nó cũng ở trên quỹ đạo mặt trời trước năm 2002, nhưng gần với Trái Đất vào năm 1971. J002E3 được xác định là giai đoạn thứ ba của Tên lửa Saturn V mang Apollo 12 lên Mặt trăng.  Năm 2006, một thiên thể được chỉ định 6Q0B44E đã được phát hiện trên quỹ đạo vệ tinh tạm thời, sau đó bản chất nhân tạo của nó đã được xác nhận, nhưng không rõ danh tính của nó.  Một vệ tinh tạm thời nhân tạo khác được xác nhận có nguồn gốc không xác định là 2013 QW1.